# Lorena Ostase
Lorena Gabriela Ostase (n. 25 iulie 1997, în Vaslui) este o handbalistă română care joacă pentru Rapid București și echipa națională a României pe postul de pivot.

## Carieră
Ostase a început să joace handbal la LPS Vaslui, sub îndrumarea profesorului Constantin Crăciun. Începând din 13 septembrie 2010, ea a făcut parte din echipa Centrului Național de Excelență Râmnicu Vâlcea, având-o ca profesoară pe Victorina Bora. Din 2016, ea a jucat pentru CSM Slatina iar în 2022 s-a transferat la Rapid București.
În 2014, Lorena Ostase a fost componentă a echipei de junioare a României care a câștigat medalia de aur la Campionatul Mondial din Macedonia. Ostase a fost votată în echipa ideală a turneului ca cel mai bun pivot al competiției. În 2016, Lorena Ostase a fost componentă a echipei de tineret a României care a câștigat medalia de bronz la Campionatul Mondial din Rusia.

## Palmares
- Campionatul Mondial pentru Junioare:
  -  Medalie de aur: 2014

- Campionatul Mondial pentru Tineret:
  -  Medalie de bronz: 2016

- Liga Campionilor:
  - Sfertfinalistă: 2023

- Liga Națională:
  -  Medalie de argint: 2023, 2024

- Supercupa României:
  -  Medalie de argint: 2022, 2023

## Premii individuale
- Pivotul All-Star team la Campionatul Mondial pentru Junioare: 2014;[11][12]
- Sportivul anului în județul Vaslui (împreună cu Sonia Vasiliu): 2014 - premiu acordat de Direcția Județeană pentru Sport și Tineret Vaslui;[14]